# Ханбок
Ханбок (кор. 한복, ханча: 韓服); в Північній Кореї називається чосонот (кор. 조선옷) — національний традиційний костюм жителів Кореї. Ханбок часто шиють з яскравих одноколірних тканин. Хоча слово «ханбок» буквально означає «корейський одяг», у XXI столітті це слово використовувалося виключно для позначення ханбока династії Чосон, це одяг для офіційних і напівофіційних прийомів, фестивалів і свят. Сучасний ханбок відрізняється від чосонського, у XX столітті його форма зазнала сильних змін на догоду зручності.
Протягом своєї історії знатні корейці часто запозичували іноземний одяг, а прості люди носили різновиди ханбоку.

## Основні складові

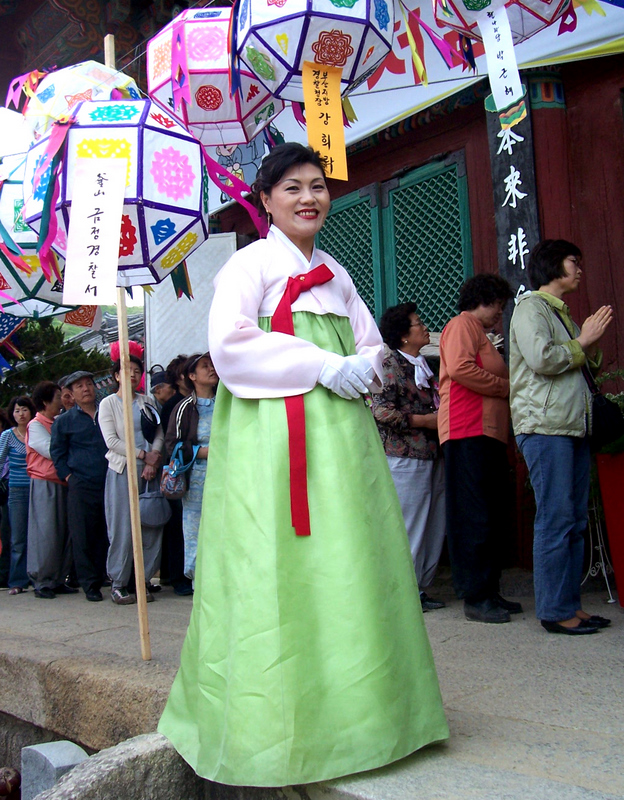
Чогорі й чхима

Частини чогорі: 1. хваджан 2. коде 3. ккиттон (також соме пурі)
4. соме 5. корим 6. у
7. торен 8, 11. чиндон 9. кіль
10. пере 12. кіт 13. тоньджонь

Традиційний жіночий ханбок складається з чогорі, блузки, сорочки або жакета, і чхима, довгої спідниці. Таке поєднання часто називають «чхима чогорі», воно використовуються замість шкільної форми в корейських школах Японії. Чоловічий ханбок складається з чогорі та вільних штанів паджи.

### Чогорі
Чогорі — блузка, яку в складі ханбока жінки носять зі спідницею «чхима», а чоловіки — зі штанами «паджи».
Форма чогорі змінювалася з плином часу: хоча форма чоловічого чогорі залишалася відносно сталою, жіноче чогорі сильно покоротшало в час династії Чосон; найкоротші чогорі носили в кінці XIX століття. Тим не менш, сучасні чогорі стали трохи довше з міркувань зручності, хоча довгі чогорі не носять. Традиційно стрічки «корим» були короткими та вузькими, але сучасні корим стали товщі та довші.

### Чхима
Чхима (кор. 치마) — спідниця для ханбока; також відома під назвами сан (裳) або кун (裙). Нижня спідниця до неї називається сокчхима. Судячи з когуреських фрескок, а також земляної іграшки, знайденої у Хванам-дон (Кенджу), когуреські жінки спочатку одягали чхиму, а закривали зверху —  пояс чхими чогорі.
Хоча смугасті спідниці, зшиті з різнокольорових клинів, були відомі вже в Когурьо, починаючи з династії Чосон, чхима робили з прямокутного шматка матерії, який або плісирували, або робили на ньому збірку. Пояс чхима робили широким, так, щоб він виходив за її межі і спідницю затягували навколо тіла зав'язками
Сокчхима мала ту ж викрійку, що і європейські нижні спідниці з ліфом, являючись сукнею на бретельках, пізніше лямки зникли. До середини XX століття до деяких зовнішніх чхима стали додавати ліф, на який одягали чогорі.

### Паджи

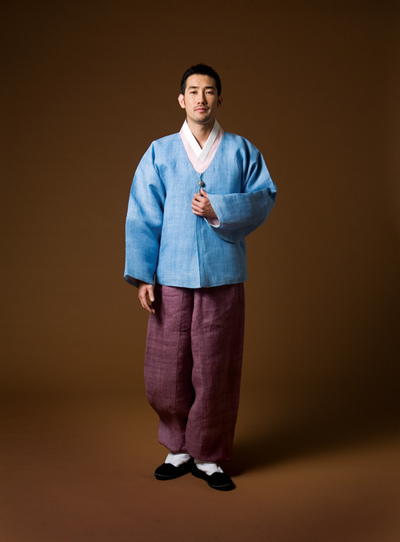
Чоловік у паджи і чогорі

Паджи — вільні мішкуваті штани, які входять в чоловічий ханбок. Дизайн паджи змінено на користь більш широких штанин для сидіння на підлозі. При надяганні сучасного одягу, паджи виконує функцію панталон або кальсонів, проте саме слово використовується для позначення будь-якого виду брюк і штанів. У передній частині паджи є дві зав'язки, які дозволяють затягувати штани на будь-яку талію.

### Пхо
Пхо (кор. 포, 袍) — будь-яке пальто або вбрання, яке носили переважно чоловіки в період з Корьо до Чосон. Турумаги (두루마기) — різновид пхо, її носили в холодну пору як повсякденний і церемоніальний одяг.

### Чоккі та магоджа
Чоккі (조끼) — куртка, магоджа (마고자) — жакет. Хоча обидва цих предметів одягу були створені в кінці періоду Чосон, коли корейська культура стала відчувати вплив країн Заходу, пізніше чоккі та магоджа були визнані частиною традиційного корейського костюма. Обидва предмети одягу носять поверх чогорі. Магоджа має маньчжурське походження, з'явилася в Кореї після того, як Хинсон Тевонгун (흥선대원군), батько короля Коджона, повернувся в Корею після політичного заслання в Маньчжурію в 1887 році.
У магоджа немає «кіт», знімного комірця, «корим» (стрічок-зав'язок), які присутні на чогорі та пальто турумагі (두루마기). Магоджа спочатку була чоловічим одягом, але пізніше стала одягатися обома статями. Чоловічі магоджа має соп (섶, перекривальну полицю зліва), вони довші жіночих, а ґудзик розташовані праворуч. Магоджа шиють з шовку і застібають на одну або дві бурштинових ґудзики.

## Взуття
З ханбоком носять особливі шкарпетки посон і туфлі, наприклад, гумові комусин.

## Кимбак
Кимбак — традиційне корейське мистецтво декорування тканини золотою фольгою. Ремісники, які займаються такою роботою, називаються кимбакчан (금박장), один з них, Кім Токхван (김덕환, 金德煥), титулований як Живе національне надбання Кореї № 119.

### Дитячий ханбок

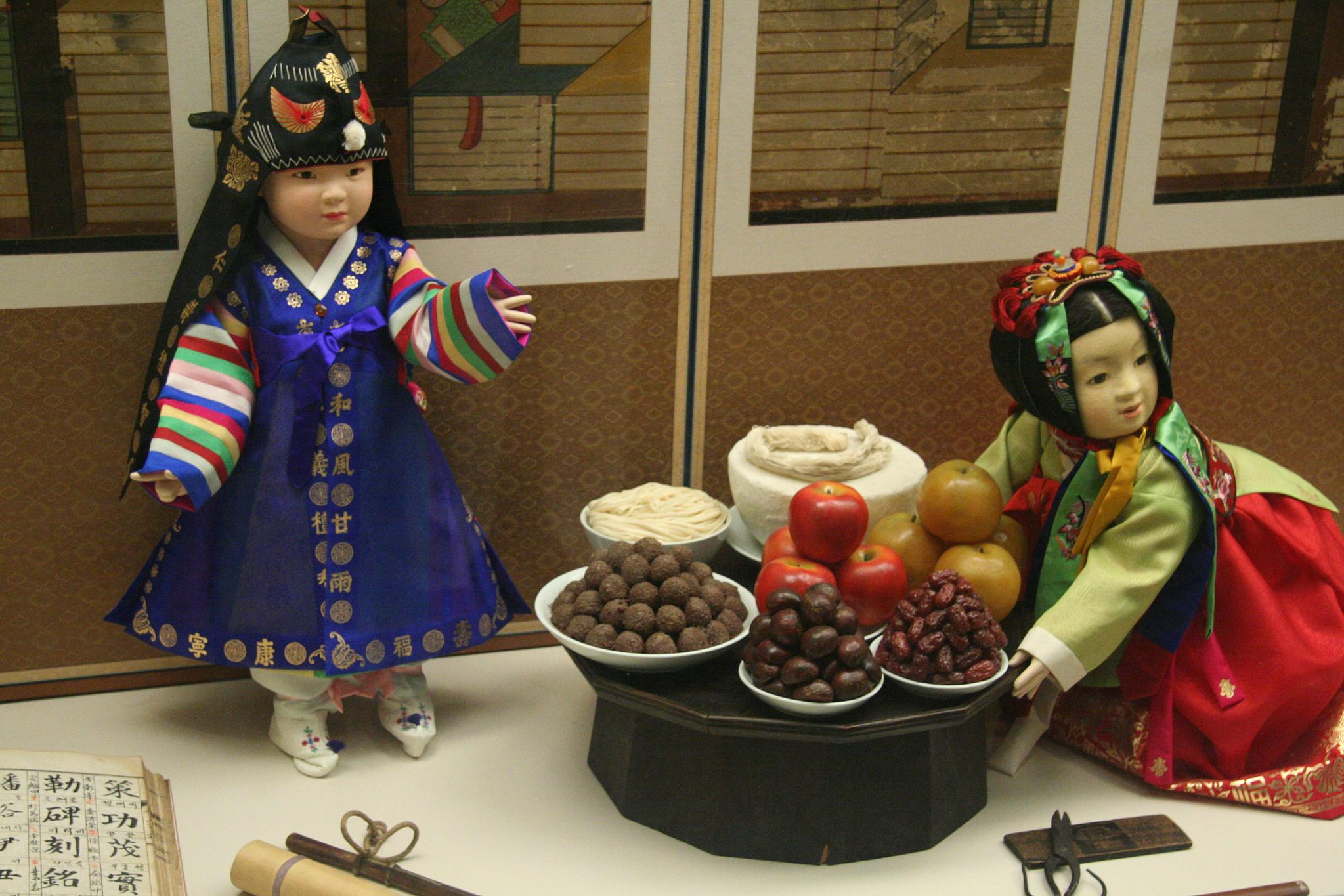

У старовину ккачхи турумаги («пальто сороки», різнобарвне пальто) носили в якості сольбім (설빔), нового одягу (та взуття), які надягають в Соллаль; у наш час його носять як святковий костюм, в який одягають дитину на перший день його народження, Тольджанчхі. Зазвичай його надягали на маленьких хлопчиків. Ккачхі турумагі носили поверх чогорі й чоккі, а довгі куртки іноді надягали поверх нього. Крім того, до цього одягу надягали головні убори, наприклад, поккон (островерхий ганчірковий капелюх) або хогон (островерха шапка з зображеннями тигра) — хлопчикам, а кулле (декоративний очіпок) — дівчаткам.
Сучасний дитячий ханбок складається з двох або трьох частин, його легко одягати. Зазвичай ханбок надягають тільки на великі свята, наприклад, Чхусок і Соллаль, тому їх шиють з недорогого матеріалу. Дітей одягають у ханбок на перший день народження, Тольджанчхі.

## Особливі випадки
Ханбок розрізняють за призначенням: для щоденного носіння, церемоніальні й для особливих випадків. Церемоніальний ханбок носять на свята: Тольджанчхі, весілля або похорон; особливий ханбок шиють для шаманів і чиновників.